# Президентські вибори у США 1796
Президентські вибори в США 1796 року були третіми президентськими виборами США, але фактично першими, де результат не був заздалегідь визначений. Вперше президент та віцепрезидент були обрані з різних політичних партій: федераліст Джон Адамс був обраний президентом, а демократ-республіканець Томас Джефферсон — віцепрезидентом.

## Вибори

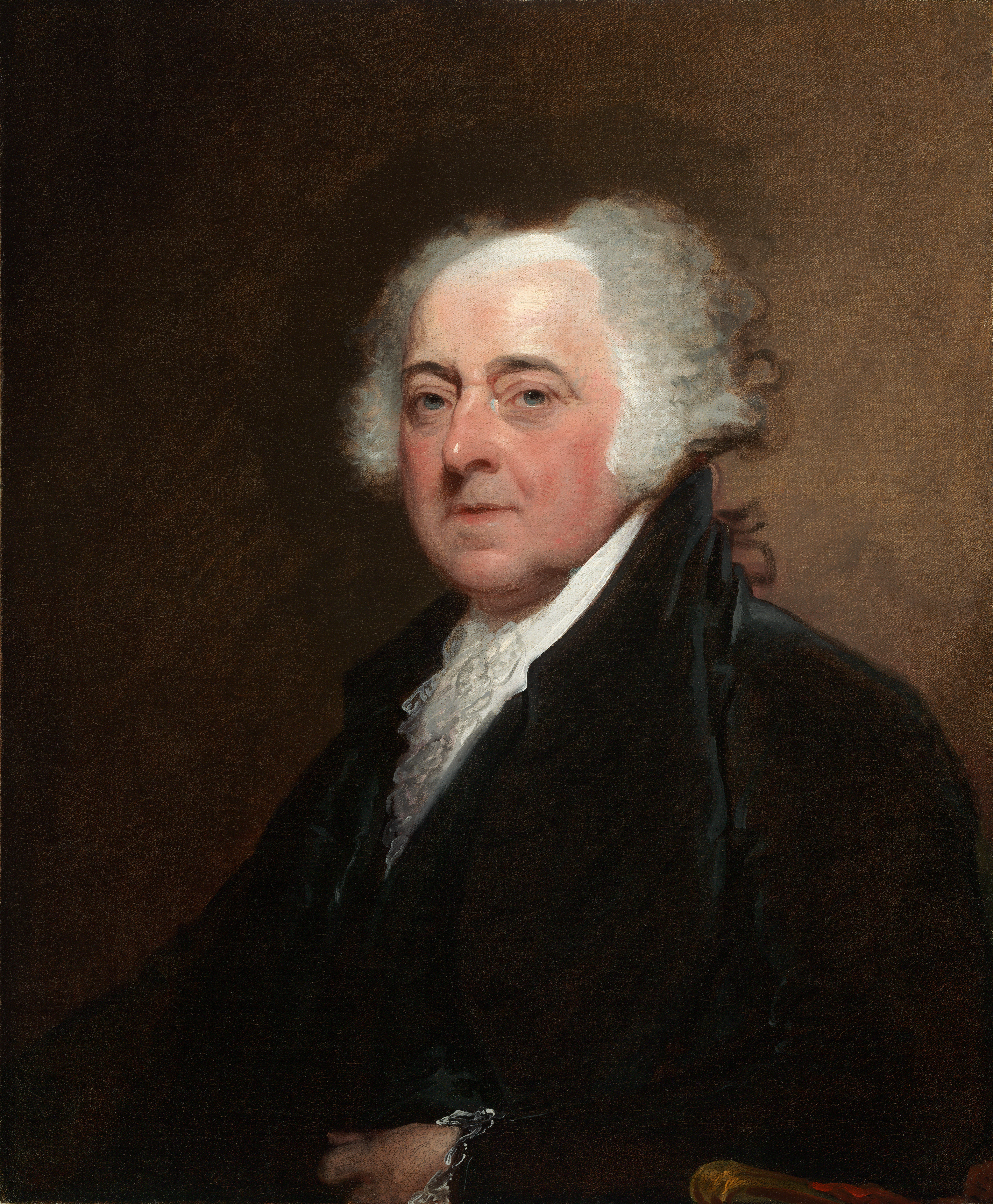
Джон Адамс, обраний 1796 року другим президентом США

### Кандидати
- Джон Адамс, віцепрезидент США, з Массачусетсу
- Самюель Адамс, губернатор Массачусетсу
- Аарон Берр, сенатор з Нью-Йорка
- Джордж Клінтон, колишній губернатор Нью-Йорка
- Олівер Еллсворс, голова Верховного суду США, з Коннектикуту
- Джон Генрі, сенатор з Меріленда
- Джеймс Ірделл, член Верховного суду США, з Північної Кароліни
- Джон Джей, губернатор Нью-Йорка
- Томас Джефферсон, колишній державний секретать з Вірджинії
- Самюель Джонстон, сенатор з Північної Кароліни
- Чарльз Пінкні, колишній генерал-майор із Південної Кароліни
- Томас Пінкні, колишній посол США у Франції, з Південної Кароліни
- Джордж Вашингтон, президент США, з Вірджинії

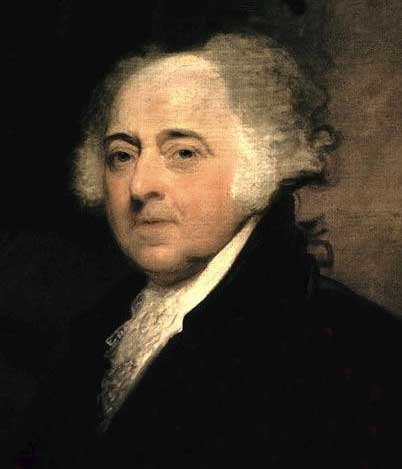
Джон Адамс
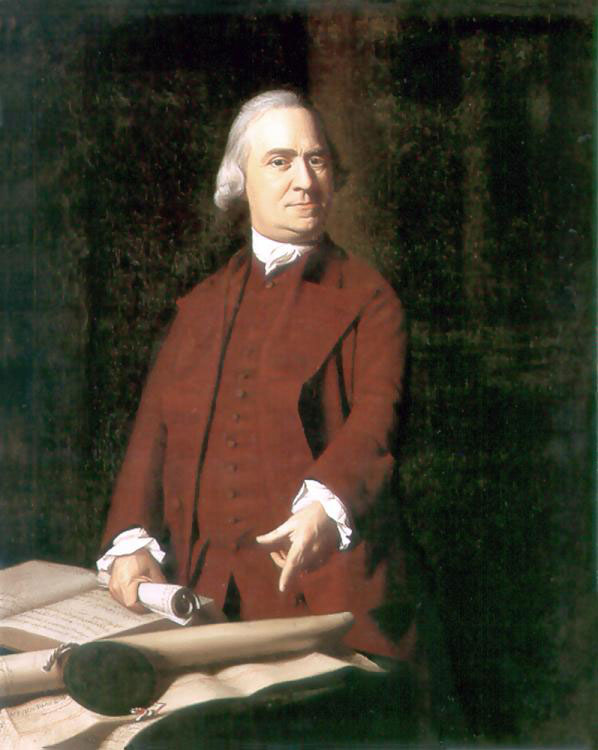
Самюель Адамс
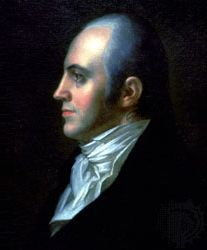
Аарон Берр
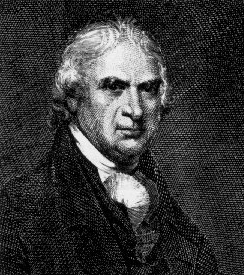
Джордж Клінтон
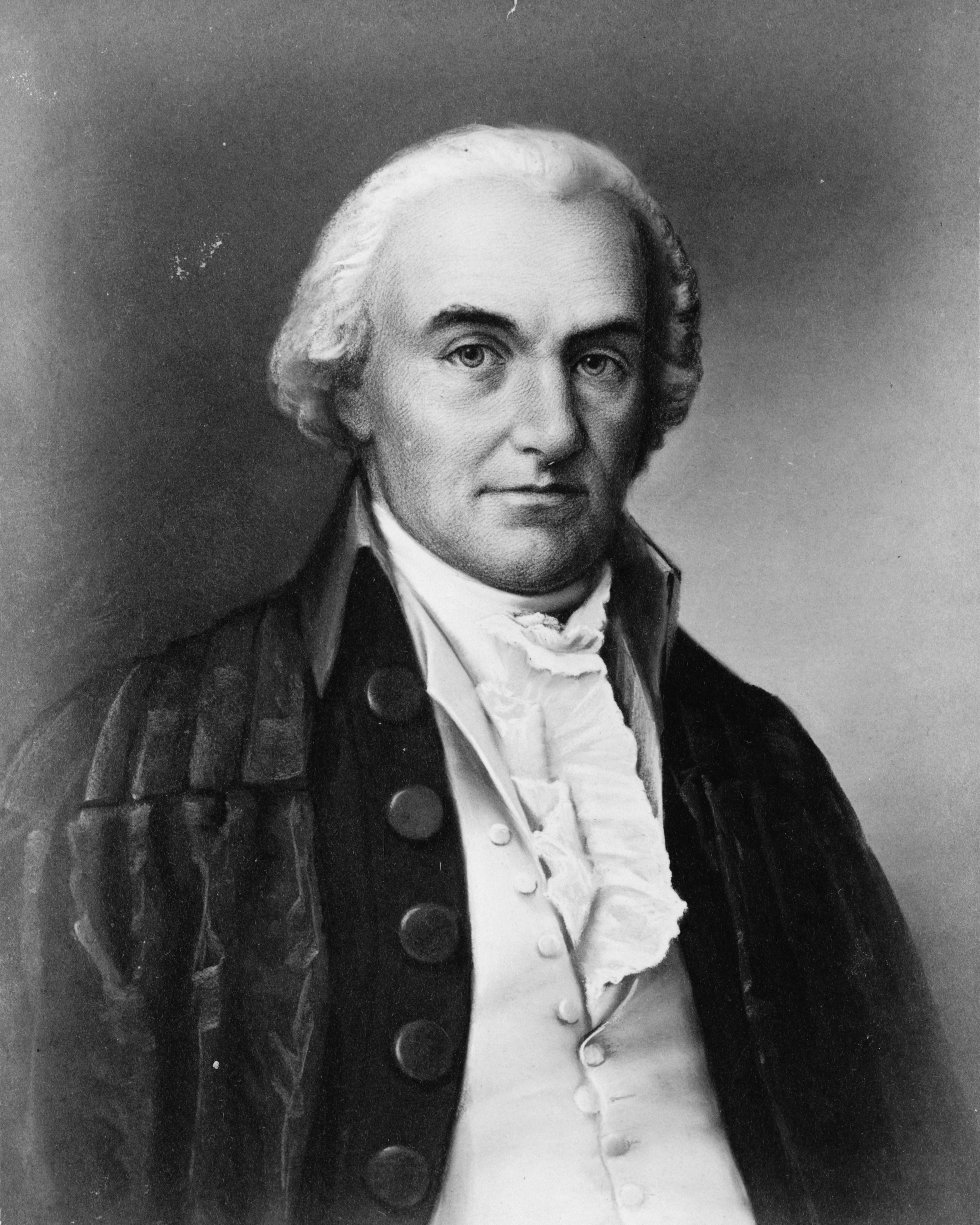
Олівер Еллсворс
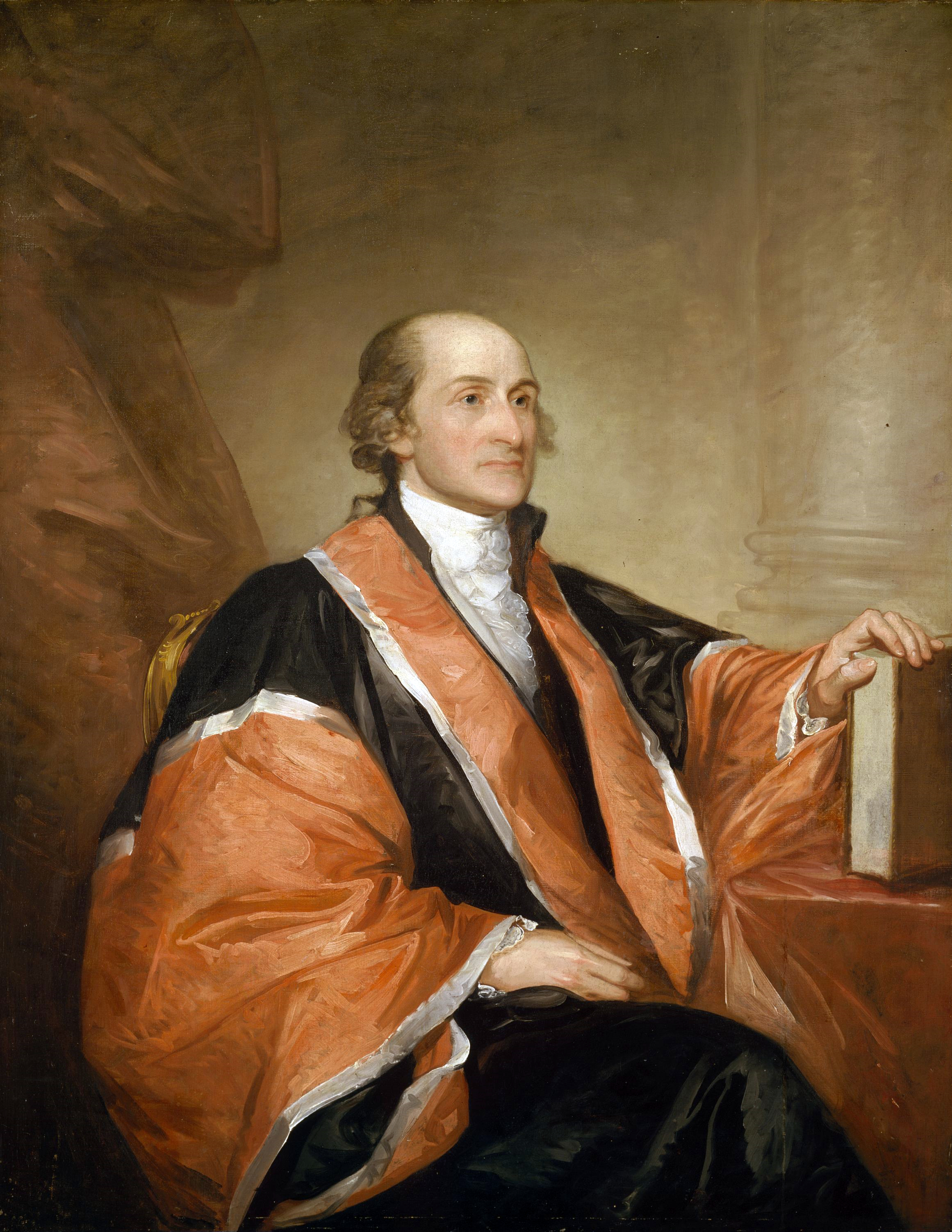
Джон Джей
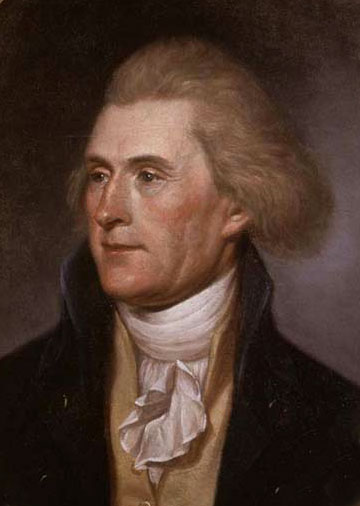
Томас Джефферсон
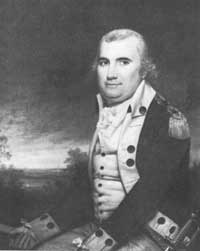
Чарльз Пінкні
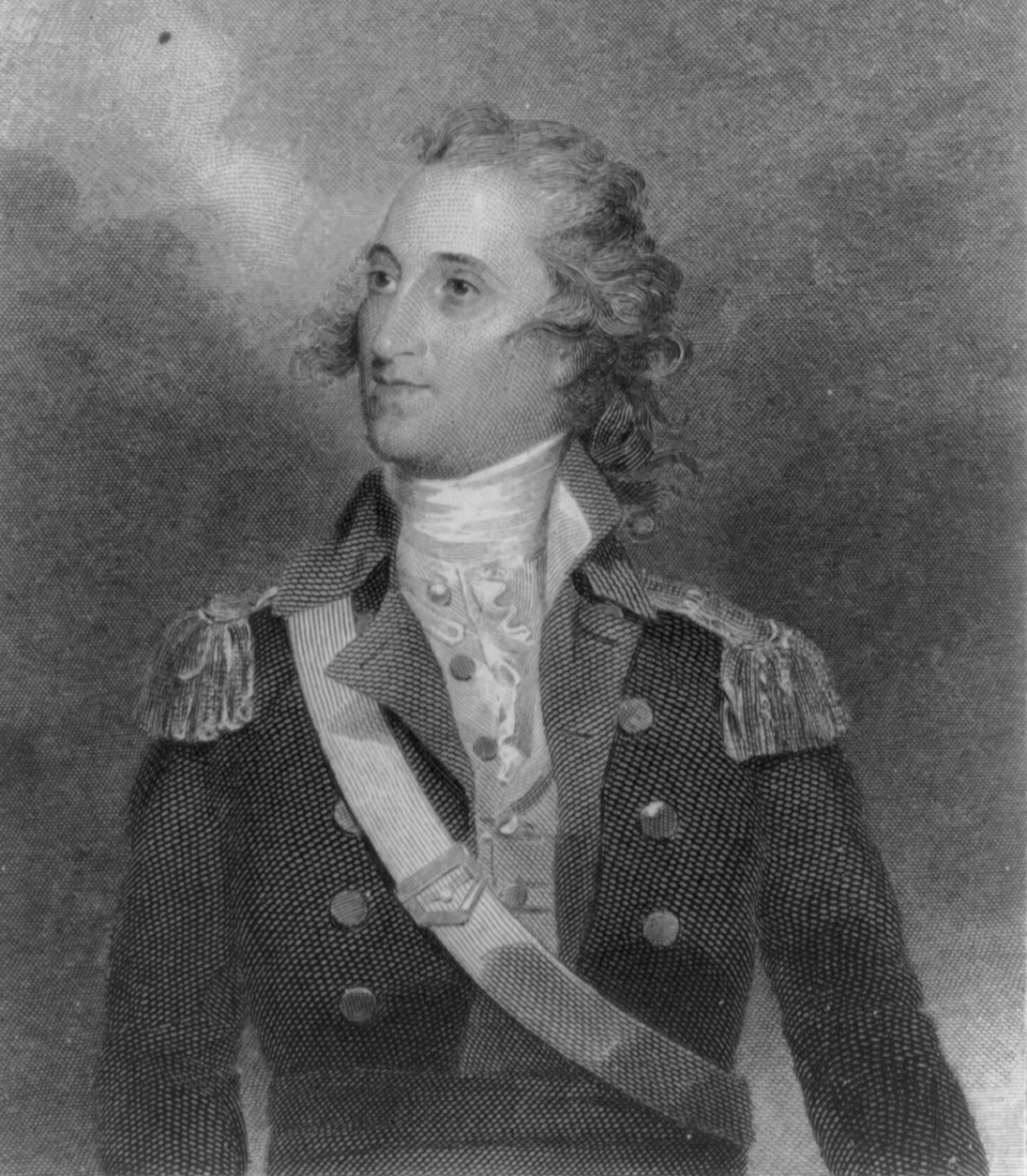
Томас Пінкні

### Результати
| Штат \ \ кандидат | Джон Адамс | Томас Джефферсон | Томас Пінкні | Аарон Берр | Самюель Адамс | Олівер Еллсворс | Джордж Клінтон | Джон Джей | Джеймс Ірделл | Джордж Вашингтон | Джон Генрі | Самюель Джонсон | Чарльз Пінкні | Кількість виборників |
| ----------------- | ---------- | ---------------- | ------------ | ---------- | ------------- | --------------- | -------------- | --------- | ------------- | ---------------- | ---------- | --------------- | ------------- | -------------------- |
| Коннектикут       | 9          | -                | 4            | -          | -             | -               | -              | 5         | -             | -                | -          | -               | -             | 9                    |
| Делавер           | 3          | -                | 3            | -          | -             | -               | -              | -         | -             | -                | -          | -               | -             | 3                    |
| Джорджія          | -          | 4                | -            | -          | -             | -               | 4              | -         | -             | -                | -          | -               | -             | 4                    |
| Південна Кароліна | -          | 8                | 8            | -          | -             | -               | -              | -         | -             | -                | -          | -               | -             | 8                    |
| Північна Кароліна | 1          | 11               | 1            | 6          | -             | -               | -              | -         | 3             | 1                | -          | -               | 1             | 12                   |
| Кентуккі          | -          | 4                | -            | 4          | -             | -               | -              | -         | -             | -                | -          | -               | -             | 4                    |
| Меріленд          | 7          | 4                | 4            | 3          | -             | -               | -              | -         | -             | -                | 2          | -               | -             | 10                   |
| Массачусетс       | 16         | -                | 13           | -          | -             | 1               | -              | -         | -             | -                | -          | 2               | -             | 16                   |
| Нью-Гемпшир       | 6          | -                | -            | -          | -             | 6               | -              | -         | -             | -                | -          | -               | -             | 6                    |
| Нью-Джерсі        | 7          | -                | 7            | -          | -             | -               | -              | -         | -             | -                | -          | -               | -             | 7                    |
| Нью-Йорк          | 12         | -                | 12           | -          | -             | -               | -              | -         | -             | -                | -          | -               | -             | 12                   |
| Пенсільванія      | 1          | 14               | 2            | 13         | -             | -               | -              | -         | -             | -                | -          | -               | -             | 15                   |
| Род-Айленд        | 4          | -                | -            | -          | -             | 4               | -              | -         | -             | -                | -          | -               | -             | 4                    |
| Теннессі          | -          | 3                | -            | 3          | -             | -               | -              | -         | -             | -                | -          | -               | -             | 3                    |
| Вермонт           | 4          | -                | 4            | -          | -             | -               | -              | -         | -             | -                | -          | -               | -             | 4                    |
| Вірджинія         | 1          | 20               | 1            | 1          | 15            | -               | 3              | -         | -             | 1                | -          | -               | -             | 21                   |
| Всього            | 71         | 68               | 59           | 30         | 15            | 11              | 7              | 5         | 3             | 2                | 2          | 2               | 1             | 138                  |